# 353677 Harald
353677 Harald este o planetă minoră (asteroid), cu un diametru de 3,932 km, din centura de asteroizi. A fost descoperită pe 18 ianuarie 2002 la stazione osservativa di Asiago Cima Ekar⁠(d) de . 
Obiectul prezintă o orbită caracterizată de o semiaxă mare de 3,0964854789584 UAi, o excentricitate de 0,068629115798577, o înclinație de 9,1030034275329 ° în raport cu ecliptica.